# Livro Vermelho de Westmarch
O Livro Vermelho de Westmarch (inglês:Red Book of Westmarch, por vezes chamado de Livro de Thain, em referência à sua versão principal) é um manuscrito fictício escrito por hobbits, relacionado às histórias-moldura do autor J. R. R. Tolkien. Trata-se de um exemplo do dispositivo literário de manuscrito encontrado, utilizado para explicar a origem do legendarium de Tolkien. Na ficção, é uma coleção de escritos que narram os eventos de O Hobbit e O Senhor dos Anéis pelos seus personagens, e dos quais Tolkien supostamente derivou essas e outras obras. O nome do livro provém de sua encadernação e capa de couro vermelho e por ter sido guardado em Westmarch, uma região da Terra Média próxima ao Condado.
Na realidade, Tolkien inspirou-se no Red Book of Hergest [en] para nomear o livro, seguindo uma tradição na literatura inglesa estabelecida por Samuel Richardson no século XVIII. Segundo o estudioso Gergely Nagy [en], Tolkien também buscava apresentar O Senhor dos Anéis como parte de uma coleção autêntica de contos e mitos, atribuindo os documentos ao hobbit Bilbo Bolseiro.

## Desenvolvimento fictício
O Livro Vermelho de Westmarch faz parte do moldura de Tolkien para O Hobbit, inserindo-o em uma longa tradição de manuscritos que ele supostamente encontrou.

### There and Back Again
Em O Hobbit, Tolkien escreve que o protagonista e personagem-título Bilbo Bolseiro está escrevendo suas memórias. Bilbo considera chamar sua obra de There and Back Again, A Hobbit's Holiday. O título completo do romance de Tolkien é, de fato, The Hobbit or There and Back Again.
Em O Senhor dos Anéis, esse registro é descrito como escrito em seu diário encadernado em couro vermelho. Bilbo diz a Gandalf que seu final pretendido seria ele vivendo "feliz para sempre até o fim de seus dias". Essa é, na verdade, uma reescrita de uma linha do capítulo final de O Hobbit, originalmente transmitida por uma voz narrativa em terceira pessoa.

### A Queda do Senhor dos Anéis
Bilbo expande suas memórias em um registro dos eventos de O Senhor dos Anéis, incluindo as façanhas de seu parente Frodo Bolseiro e outros. Ele deixa o material para Frodo completar e organizar. Frodo escreve a maior parte do trabalho final, usando o diário de Bilbo e "muitas páginas de anotações soltas". Ao final da narrativa principal de Tolkien, o trabalho está quase concluído, e Frodo delega a tarefa a seu jardineiro Samwise Gamgee.
No último capítulo de O Retorno do Rei, Tolkien apresenta uma "página de título" para o Livro Vermelho de Westmarch, inscrita com uma sucessão de títulos rejeitados. O título final é de Frodo:
| Meu Diário. Minha Jornada Inesperada. Lá e de Volta Outra Vez. E o Que Aconteceu Depois. Aventuras de Cinco Hobbits. A História do Grande Anel, compilada por Bilbo Bolseiro a partir de suas próprias observações e dos relatos de seus amigos. O que fizemos na Guerra do Anel. A QUEDA DO SENHOR DOS ANÉIS E O RETORNO DO REI (como visto pelos Pequenos; sendo as memórias de Bilbo e Frodo do Condado, suplementadas pelos relatos de seus amigos e pelo conhecimento dos Sábios.) Junto com excertos de Livros de Saber traduzidos por Bilbo em Valfenda. |

### Traduções do Élfico
Bilbo traduziu material do saber élfico dos Dias Antigos. Essa obra, Traduções do Élfico, por B.B., compreendia três volumes, também encadernados em couro vermelho. Após a derrota de Sauron (o Senhor dos Anéis), Bilbo entrega esses volumes a Frodo. Esses quatro volumes eram "provavelmente" (segundo Tolkien) guardados em uma única caixa vermelha.

### Livro Vermelho
Os volumes passam então para a guarda de Samwise Gamgee, servo de Frodo e mais tarde prefeito do Condado. Com o tempo, os volumes são deixados aos cuidados da filha mais velha de Sam, Elanor Feirabem, e seus descendentes (os Feirabem das Torres ou Guardiões de Westmarch). Um quinto volume contendo tabelas genealógicas dos hobbits e comentários é composto e adicionado em datas desconhecidas, provavelmente ao longo de um longo período, por mãos desconhecidas em Westmarch. Essa coleção de escritos é chamada coletivamente de Livro Vermelho de Westmarch.

### Livro de Thain
Tolkien afirma que o Livro Vermelho de Westmarch original não foi preservado, mas várias cópias, com várias anotações e adições posteriores, foram feitas. A primeira cópia foi feita a pedido do Rei Elessar de Arnor e Gondor, e foi levada para Gondor pelo Thain Peregrin I [en], que havia sido um dos companheiros de Frodo. Essa cópia era conhecida como O Livro de Thain e "continha muito que foi posteriormente omitido ou perdido". Em Gondor, ela passou por muitas anotações e correções, particularmente em relação às línguas élficas. Também foi adicionada uma versão curta de O Conto de Aragorn e Arwen, escrita pelo neto de Faramir, Barahir.
A história segue que uma cópia revisada e expandida do Livro de Thain foi feita, provavelmente a pedido do tataraneto de Peregrin, e entregue ao Condado. Ela foi escrita pelo escriba Findegil e armazenada na residência dos Tûk em Grandes Smials. Tolkien diz que essa cópia era importante porque continha integralmente as Traduções do Élfico de Bilbo.
Essa versão, de alguma forma, sobrevive até a época de Tolkien, que traduz o Livro Vermelho dos idiomas originais para o inglês e outras línguas representativas, como o inglês antigo para o rohirrico.

### Obras relacionadas
Uma obra semelhante, em alguns aspectos, era o Anuário de Tuqueburrow, os anais da família Tûk dos hobbits de Tuqueburrow. Descrito como o livro mais antigo conhecido no Condado, provavelmente era mantido nos Grandes Smials de Tuqueburrow. A história indica que ele foi iniciado por volta do ano T.A. 2000 e registrava eventos desde a fundação do Condado em T.A. 1601 em diante. Para comparação, a narrativa de O Senhor dos Anéis começa no ano T.A. 3001. O Anuário registrava nascimentos, mortes, casamentos, vendas de terras e outros eventos da história dos Tûk. Muitas dessas informações foram posteriormente incluídas no Livro Vermelho de Westmarch. Tolkien escreveu que também era conhecido como Grande Escritura de Tuqueburrow e Pele Amarela, sugerindo que era encadernado em couro amarelo ou algum outro material amarelo. Tolkien menciona outros documentos supostamente históricos relacionados ao Livro Vermelho, mas não está claro se estes foram integrados às edições. Essas obras incluem a Conto dos Anos (parte da qual foi usada como linha do tempo para O Senhor dos Anéis) e Erbologia do Condado, supostamente escrita por Meriadoc Brandebuque [en], contemporâneo de Frodo, usada para informações sobre a erva-de-fumo.

## Relação com os livros da Terra Média de Tolkien
Como um livro de memórias e história, o conteúdo do Livro Vermelho corresponde às obras de Tolkien da seguinte forma:
| Livro Vermelho de Westmarch                                                            | Escritos de Tolkien                                                                               |
| -------------------------------------------------------------------------------------- | ------------------------------------------------------------------------------------------------- |
| Jornada de Bilbo                                                                       | O Hobbit                                                                                          |
| Jornada de Frodo                                                                       | O Senhor dos Anéis                                                                                |
| Informações de contexto                                                                | Apêndices de O Senhor dos Anéis, ensaios como os de Contos Inacabados e A História da Terra Média |
| Poesia hobbit e lendas, dispersas pelas margens do texto das jornadas de Bilbo e Frodo | As Aventuras de Tom Bombadil                                                                      |
| Tradução de Bilbo das histórias e lendas élficas                                       | O Silmarillion                                                                                    |

No entanto, segundo o estudioso de Tolkien Vladimir Brljak, os leitores provavelmente não devem imaginar as obras publicadas de Tolkien como traduções diretas do fictício Livro Vermelho, mas sim como adaptações acadêmicas e literárias de Tolkien desse suposto material de origem.
Alguns eventos e detalhes sobre Gollum e o anel mágico na primeira edição de O Hobbit foram reescritos para O Senhor dos Anéis. O Hobbit foi posteriormente revisado para manter a consistência. Tolkien explica as discrepâncias como mentiras de Bilbo (influenciadas pelo anel, agora o sinistro Um Anel).

## Análise
O estudioso de Tolkien Mark T. Hooker escreve que o Livro Vermelho de Westmarch deve seu nome a uma coleção de história galesa [en] e poesia [en], incluindo o Mabinogion, o Livro Vermelho de Hergest [en] do século XV.
|          | Tolkien                                               | Lady Charlotte Guest                                  |
| -------- | ----------------------------------------------------- | ----------------------------------------------------- |
| Papel    | Supostamente traduzindo manuscritos hobbit de Westron | Traduzindo histórias galesas medievais de manuscritos |
| Título   | O Livro Vermelho de Westmarch                         | Livro Vermelho de Hergest [en]                        |
| Conteúdo | Uma mitologia para a Inglaterra                       | Mabinogion, uma mitologia para o País de Gales        |

O título Lá e de Volta Outra Vez representa uma perspectiva arquetípica dos hobbits sobre aventuras. Frodo considera o "lá e de volta outra vez" como um ideal ao longo de O Senhor dos Anéis, semelhante ao conceito grego de νόστος (nostos, um retorno heroico). Na visão do estudioso de Tolkien Richard C. West [en], o Livro Vermelho de Tolkien é uma paródia da erudição. Ele funciona, escreve West, como o que os estudiosos chamariam de fonte espúria, mas a autoridade que confere é baseada não no antigo e familiar, mas no misticismo moderno da pesquisa acadêmica. O "conceito de manuscrito encontrado", usado por Tolkien para situar O Hobbit como parte do Livro Vermelho de Westmarch, foi empregado na literatura inglesa desde os romances de Samuel Richardson, Pamela; or, Virtue Rewarded [en] (1740) e Clarissa; or, The History of a Young Lady [en] (1747–1748); Tolkien também o utilizou em seu romance inacabado de viagem no tempo, The Notion Club Papers [en].
Gergely Nagy [en] observa que Tolkien desejava apresentar o complexo conjunto de escritos de seu legendarium como uma coleção aparentemente genuína de contos e mitos dentro do moldura de sua Terra Média fictícia; ele modificou O Senhor dos Anéis para atribuir os documentos a Bilbo, supostamente escritos nos anos que passou em Valfenda, e preservados no fictício Livro Vermelho de Westmarch.

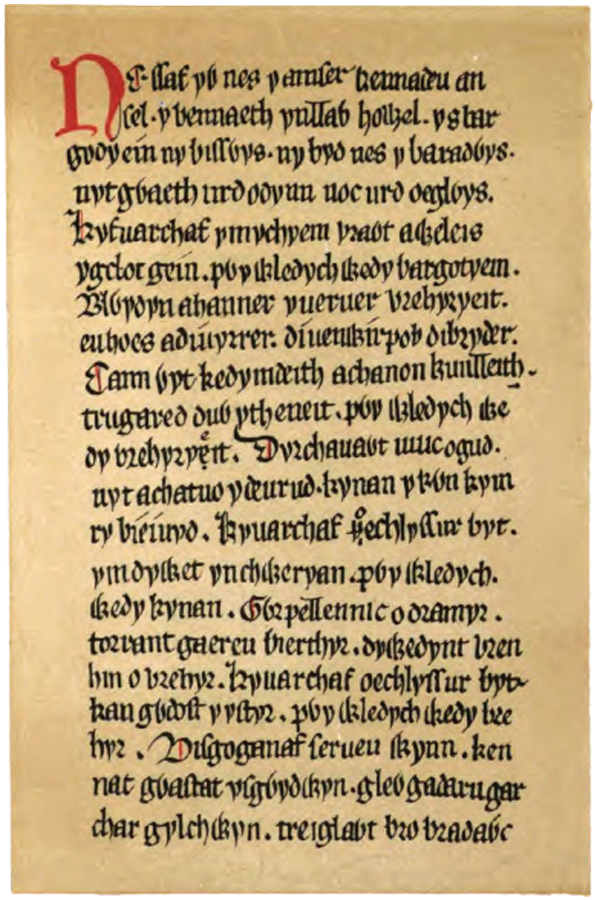
O Livro Vermelho de Hergest inspirou Tolkien a criar o Livro Vermelho de Westmarch.
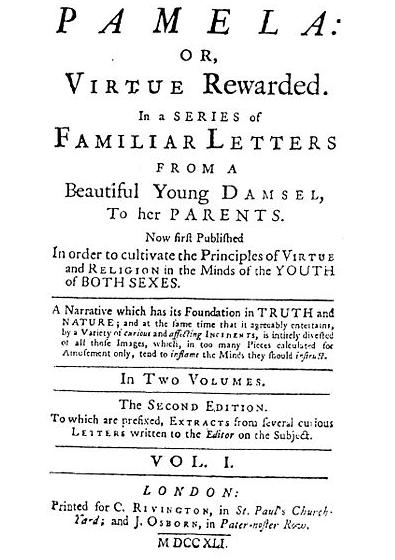
Tolkien seguiu a tradição do romance de Samuel Richardson de 1740, Pamela; or, Virtue Rewarded, no conceito de um manuscrito encontrado.

## Adaptações
Em O Senhor dos Anéis: A Sociedade do Anel de Peter Jackson, Lá e de Volta Outra Vez serve de base para a narração em off da cena "A Respeito dos Hobbits", amplamente estendida na Edição Estendida Especial. A escrita de Bilbo fornece, no filme, sua motivação para querer privacidade, substituindo uma situação mais complexa do romance. Bilbo só diz sua frase sobre o "final feliz" pretendido após abrir mão do Um Anel. O diálogo é ajustado para simbolizar o alívio de Bilbo do grande peso do anel, permitindo-lhe escolher o final de sua própria história. Na versão cinematográfica de Jackson, o livro que Bilbo entrega a Frodo tem o subtítulo Um Conto Hobbit em vez de As Férias de um Hobbit. O Livro Vermelho em sua totalidade (e não apenas sua página de título) aparece no final de O Senhor dos Anéis: O Retorno do Rei. Em 1974, Houghton Mifflin Harcourt publicou uma edição de um volume de O Senhor dos Anéis, encadernada em couro vermelho imitação.

### J. R. R. Tolkien
1. 1 2 3 4 5 6  (Tolkien 1954a, Prólogo, "Nota sobre os Registros do Condado")
2. 1 2  (Tolkien 1937, A Última Etapa)
3. ↑  (Tolkien 1937, Página de título)
4. ↑  (Tolkien 1954a, Livro 1, Cap. 1, "Uma Festa Muito Esperada")
5. 1 2  (Tolkien 1955, Livro 6, Cap. 6, "Muitas Despedidas")
6. 1 2  (Tolkien 1955, Livro 6, Cap. 9, "Os Portos Cinzentos")
7. ↑  (Tolkien 1955, Apêndice F, "Sobre a Tradução")